# Zofia Bobowicz
Zofia Bobowicz, właśc. Wincesewicz-Bobowicz (ur. 23 lipca 1937 w Warszawie) – tłumaczka literatury polskiej na język francuski m.in. takich autorów jak Janusz Korczak, Czesław Miłosz, Karol Wojtyła. Redaktorka w paryskich czasopismach w latach 1957–2004.

## Życiorys
Urodziła się w rodzinie Henryka Wincesewicza-Bobowicza (1904–1992) i Ireny z Gutowskich (1912–1998). Studia dziennikarskie rozpoczęła na Uniwersytecie Warszawskim. Następnie studiowała m.in. literaturę porównawczą na Sorbonie, literaturoznawstwo ze specjalizacją literatura dla dzieci na Uniwersytecie Villetaneuse. 
Od 1977 r. współpracowała z redakcją wydawanego w Paryżu przez grupę emigrantów rumuńskich kwartalnika „Cahiers de l'Est”, w ramach którego wydała zeszyty poświęcone polskiej literaturze krajowej i emigracyjnej. Na łamach czasopisma opublikowała m.in. przekład Kalendarza i klepsydry Tadeusza Konwickiego.
W 1978 r. jako kierownik literacki w paryskim wydawnictwie Des Autres stworzyła pierwszą we Francji serię literatury Europy Wschodniej. W 1980 r. rozpoczęła pracę dla wydawnictwa Robert Laffont, w którym do 2003 r. w ramach serii Pavillons prowadziła kolekcję «Domaine de l’Est» poświęconą literaturze z obszaru Europy Środkowej i Wschodniej. Jednym z sukcesów wydawniczych serii została w 1981 r. powieść Bohumila Hrabala Obsługiwałem angielskiego króla. W serii ukazały się m.in. książki Tadeusza Konwickiego, Tatiany Tołstoj, Jaana Krossa, Andrieja Płatonowa, Danieli Hodrowej.
We współpracy z Konstantym Jeleńskim zredagowała Anthologie de la poesie polonaise: 1400–1980 (Antologię poezji polskiej 1400–1980), wydaną ze wstępem Czesława Miłosza w 1981 r.
Od 2004 do 2008 r. współpracowała z wydawnictwem Noir sur Blanc w Paryżu. Jest redaktorem serii przekładów książek Janusza Korczaka na język francuski w wydawnictwie Fabert. Po powrocie do Polski w 2009 r. prowadziła w Instytucie Romanistyki Uniwersytetu Jagiellońskiego zajęcia z technik przekładu literackiego.
Jest członkiem Société des auteurs et compositeurs dramatiques (SACD), Association française Janusz Korczak, Towarzystwa Historyczno-Literackiego w Paryżu (SHLP).
Jej córka, Caroline Potocki-Winiarski jest artystką uprawiającą sztukę konceptualną i abstrakcyjną.

## Wybrane publikacje
- Pourquoi le concombre ne chante-t-il pas? Anthologie. Poésies polonaises pour enfants, Éditions Saint-Germain-des-Prés, Paryż 1976[9].
- Zofia Bobowicz et Teresa Tomaszkiewicz, La Théorie et la pratique de la traduction de littérature pour enfants et adolescents, [s.l., s.d.].
- Zofia Bobowicz, Pologne: Cuisine, il., Aga Szenberg, Syros-Alternatives, Paryż 1991.
- Zofia Bobowicz, De Laffont à Vivendi. Mon histoire vécue de l’édition française, Le Bord de l’eau, Lormont 2014.

## Wybrane przekłady
- Janusz Korczak, Comment aimer un enfant, Éditions Robert Laffont, Paryż 1978.
- Joanna Kulmowa, Le Grand petit roi (moralité en trois actes), przekład i adaptacja we współpracy z Lisą Lorre, 1978.
- Tadeusz Konwicki, La petite apocalypse, Éditions Robert Laffont, Paryż 1981, 1993.
- Karol Wojtyła, Frère de notre Dieu. Théâtre suivi de ecrits sur le theatre, przekł. wraz z Jeanem Offredo, Cerf, Paryż 1983.
- Wanda Chotomska, La Dame au cerf, Flammarion, Paryż 1983.
- Sławomir Mrożek, Fête suivi de Le martyre de Pierre Ohey, Librairie Bleue, Troyes 1984.
- Czesław Miłosz, La Terre d’Ulro, Albin Michel, Paryż 1985.
- Tadeusz Konwicki, Fleuve souterrain, oiseaux de nuit, Éditions Robert Laffont, Paryż 1986.
- Krystyna Boglar, Rendez-vous dans les Carpates, Brain S/Authion 1989.
- Wanda Chotomska, L’arbre à voile, Castor poche-Flammarion Paryż1998.
- Dorota Masłowska, Polococktail party, Éditions Noir sur Blanc, Paryż 2004.
- Janusz Korczak – Le droit de l’enfant au respect. L’héritage de Janusz Korczak – conférences sur les enjeux actuels pour l’enfance, Editions du Conseil de l’Europe, Strasburg 2009.
- Andrzej Stasiuk, Les barbares sont arrivés. Tragi-farce médico-germano-slave, Éd. théâtrales Montreuil-sous-Bois2008.
- Janusz Korczak, Journal du ghetto, Éditions Robert Laffont, Paryż 2012.
- Janusz Korczak, Le Roi Mathias sur l’ile déserte, Éditions Fabert, Paryż 2012.
- Janusz Korczak, La gloire, Éditions Fabert, Paryż 2013.
- Janusz Korczak, Quand je redeviendrai petit, Éditions Fabert, Paryż 2013.

## Nagrody i odznaczenia
- Nagroda Meilleure Livre Loisir Jeunes oraz tytuł najlepszej książki roku dla dzieci (1977)
- Nagroda literacka ZAiKS-u za całokształt pracy przekładowej literatury polskiej na język francuski (1985)[10]
- Krzyż Kawalerski Orderu Zasługi Rzeczypospolitej Polskiej (1996)[11]